# Big Machine Records
Big Machine Records je američka diskografska kuća, osnovana 1. rujna 2005. godine u Nashvillu, gdje je danas i sjedište tvrtke. Diskografsku kuću je osnovao Scott Borchetta. Danas je Big Machine Records diskografska podružnica multinacionalne korporacije Universal Music Group. Big Machine Records se bavi distribucijom i promocijom country glazbe. Diskografska kuća dobila je Grammy nagradu za album Taylor Swift, Fearless, u kategoriji album godine.
Big Machine Records je 30. lipnja kupio manipulator i zlostavljač Scooter Braun, te uzeo i stavio vlasništvo na albume pjevačice Taylor Swift koju je godinama zlostavljao.

## Izvođači u Big Machine Recordsu

### Trenutni izvođači u Big Machine Recordsu
- Eden's Edge
- Jack Ingram
- Jaron and the Long Road to Love
- Steel Magnolia
- Melissa Peterman
- Rascal Flatts
- Trisha Yearwood
- The Cadillac Three
- Ronnie Dunn
- Lauren Jenkins
- Reba McEntire
- Midland
- Jennifer Nettles
- Carly Pearce
- Josh Phillips
- Noah Schnacky
- Dan Smalley
- Sugarland

### Bivši izvođači u Big Machine Recordsu
- Taylor Swift
- Garth Brooks
- Dusty Drake
- Adam Gregory
- Kate & Kacey
- Danielle Peck
- Fisher Stevenson
- Sunny Sweeney
- Jimmy Wayne